# 冠带鲉
冠带鲉（学名：Pontinus tentacularis）为輻鰭魚綱鮋形目鮋亞目鮋科海鮋屬下的一个种。又名觸手鮋、觸手冠海鮋，俗名石狗公、石頭魚，為熱帶海水魚，棲息深度170-600公尺，分布於印度西太平洋模里西斯、留尼旺至菲律賓海域，棲息在底層水域，生活習性不明。